# Юлія Друзілла
Юлія Друзілла (16 — 38) — давньоримська матрона, представниця імператорської родини Юліїв-Клавдіїв.

## Життєпис
Донька Германіка Юлія Цезаря, консула 12 року н. е., та Агрипіни Старшої. Народилася у Абітарвіумі (сучасний Кобленц). У травні 17 року її батько Германік святкував тріумф над херусками, і Друзілла перебувала у колісниці разом зі старшими братами та сестрою.
З підліткового віку була постійною коханкою свого брата Гая, згодом імператора Калігули. У 33 р. вийшла заміж за Луція Кассія Лонгіна, консула 30 року.
Коли Калігула прийшов до влади у 37 році, він розвів Друзіллу з Кассієм й видав її за Марка Лепида, але відкрито жив з нею як зі своєю дружиною і, можливо, навіть мав від неї дитину. Під час хвороби Калігула призначив Друзіллу спадкоємицею свого майна та влади.
У 38 році Друзілла померла, її смерть завдала Калігулі великого жалю. Їй були надані численні почесті: державний похорон, золоте зображення у сенаті й статуя у храмі Венери, відбулося обожнювання під ім'ям Пантеї з колегією жерців з 20 осіб.

## Родина
1. Чоловік — Луцій Кассій Лонгін, консул 30 року.

1. Чоловік — Марк Емілій Лепід